# Sint-Elisabethkerk (Halle-Beesen)
De Sint-Elisabethkerk (Duits: Kirche St. Elisabeth) is de oude dorpskerk van het voormalige dorp Beesen te Halle (Saksen-Anhalt). 

## Beschrijving
Het kerkgebouw dateert in de kern uit de 12e eeuw. Een wezenlijk deel van de muren van het kerkgebouw en een klein rondboogvenster in de noordelijk muur kunnen nog als romaans worden aangeduid. In de 15e eeuw werd de zaalkerk naar het oosten vergroot. Het koor heeft een polygonale afsluiting. De kerk kreeg in de jaren 1724-1725 haar barokke uiterlijk. Daarop volgde de bouw van de toren (1743-1744). De toren heeft een rechthoekig grondplan, wordt ter hoogte van het kerkdak achthoekig en heeft een barokke bekroning.

## Interieur
Het kerkgebouw wordt door een tongewelf overspannen. Langs de muren loopt een galerij van twee verdiepingen. Ze werden in het eerste kwart van de 18e eeuw ingebouwd. De velden van de balustrade van onderste rij galerijen zijn versierd met Bijbelse voorstellingen over de heilsgeschiedenis van Jezus en het verhaal van Noach. In het noordoostelijke deel van de kerk bevindt zich in de muur een sacramentsnis uit de periode van voor de reformatie Op de zuidelijke muur bij het altaar hangt een grote crucifix met aan de voet van de gekruisigde Christus een Onze-Lieve-Vrouw van Smarten uit circa 1520. Kansel, orgelkas en doopvont dateren uit 1725.

## Het altaar
De oostelijke ruimte wordt geheel gedomineerd door het tot aan de zoldering reikende altaar. Aangenomen wordt dat het laatgotische vleugelaltaar oorspronkelijk bestemd was voor de dom van Merseburg. Het oudste deel werd in 1522 tijdens het bewind van kardinaal Albrecht en vermoedelijk in opdracht van bisschop Adolf van Anhalt gemaakt. Waarschijnlijk werd het altaar omstreeks 1588 door de parochie overgenomen, zeker is dat het altaar reeds in 1625 in de kerk stond opgesteld. Tijdens de vier weken lange bezetting en plundering van Beesen en de Elisabethkerk door de troepen van Albrecht von Wallenstein liet men het altaar intact.
In de loop van de tijd werd het altaar herhaaldelijk verbouwd. Na eerdere wijzigingen verloor het gotische altaar in 1791 geheel haar vorm door het inbouwen van een preekstoel. In protestantse kerken staat het Woord centraal en de eerdere inbouw van de galerijen ontnam het zicht van de gemeente op de predikant als hij op de oude preekstoel aan de zijkant van het altaar stond.